# Broker (película)
Broker (en coreano, 브로커) es una película dramática surcoreana de 2022 dirigida y escrita por Hirokazu Kore-eda y protagonizada por Song Kang-ho, Bae Doona, Gang Dong-won y Lee Ji-eun. La película gira en torno a personajes asociados con cajas para bebés, que permiten dejar a los bebés de forma anónima para que otros los cuiden. La película fue seleccionada para competir por la Palma de Oro en el Festival de Cine de Cannes de 2022, donde se proyectó el 26 de mayo y ganó el Premio del Jurado Ecuménico y el Premio al Mejor Actor para Song Kang-ho. Se estrenó el 8 de junio de 2022 en los cines de Corea del Sur.

## Sinopsis
Sang-hyeon (Song Kang-ho) es el dueño de una lavandería y es voluntario en la iglesia cercana, donde trabaja su amigo Dong-soo (Gang Dong-won). Los dos manejan un negocio ilegal juntos: Sang-hyeon ocasionalmente roba bebés de la caja de bebés de la iglesia con Dong-soo, quien borra las imágenes de vigilancia de la iglesia que muestran que se dejó un bebé allí. Venden a los bebés en el mercado negro de adopción . Pero cuando una joven madre, So-young (Lee Ji-eun), regresa después de haber abandonado a su bebé, los descubre y decide irse con ellos en un viaje por carretera para entrevistar a los posibles padres del bebé. Mientras tanto, dos detectives, Soo-jin (Bae Doona) y Lee (Lee Joo-young), les siguen la pista.

## Reparto
- Song Kang-ho como Sang-hyeon,[6] el dueño de una lavandería que toma bebés de una caja para bebés en una iglesia cercana y los vende con la ayuda de su socio Dong-soo.
- Gang Dong-won como Dong-soo,[6] la mano derecha de Sang-hyeon que trabaja a tiempo parcial en la iglesia y cubre a Sang-hyun.
- Bae Doona como Soo-jin,[6] un detective de policía que investiga el negocio ilegal de los dos hombres.
- Lee Ji-eun como So-young,[6] una madre que decide dejar a su bebé en la caja de bebés.
- Lee Joo-young como El detective Lee,[6] colega de Soo-jin que también participa en la investigación.
- Park Ji-yong como Woo-sung, el bebé de So-young[7]
- Im Seung-soo como Hae-jin, un niño en la misma guardería que Dong-soo que se une al viaje de los corredores.[8]
- Kang Gil-woo como el Sr. Lim, un comerciante que trafica ilegalmente con niños.[9]

Apariciones especiales
- Lee Moo Saeng[10]
- Ryu Kyung-soo como Shin Tae-ho[10]
- Song Sae-byeok como Directora de jardín de infancia[10]
- Kim Seon-young como la esposa del director del jardín de infancia[10]
- Lee Dong-hwi como Song[10]
- Kim Sae-byuk como la esposa de Song[10]
- Park Hae-joon como Yoon[10]
- Baek Hyun-jin como El detective Choi[11]
- Kim Ye-eun[12]

## Producción

### Desarrollo
La idea de Broker fue inicialmente concebida por Kore-eda mientras investigaba el sistema de adopción japonés para su película de 2013 Like Father, Like Son, descubriendo en el proceso sus similitudes con el sistema de adopción de Corea del Sur. Aprendió sobre la única caja para bebés de Japón, un lugar donde las personas pueden dejar a los niños de forma anónima, y las críticas que rodean el sistema en Japón. Se puede encontrar en todo el mundo, incluida Corea del Sur, donde es mucho más popular en comparación con Japón. Después de que Kore-eda hablara con Song, Bae y Gang sobre la realización de una película juntos, decidió combinar las dos ideas. Kore-eda había conocido previamente a Song and Gang en varios festivales de cine, mientras conoció a Bae en el set de su película de 2009, Air Doll. Kore-eda ha descrito a Broker como una pieza complementaria de su película Manbiki Kazoku de 2018, y las dos películas comparten un interés temático en los marginados sociales que se unen para formar familias poco convencionales.
La película se anunció el 26 de agosto de 2020, con Song, Bae y Gang como protagonistas, bajo el título provisional que se informa que es Baby, Box, Broker o simplemente Broker. Kore-eda usó originalmente Baby, Box, Broker porque el objetivo de la historia era conectar los tres elementos. Sin embargo, mientras escribía el guion, se decidió por Broker porque "se dio cuenta de que [la película] tenía esta estructura en la que es el lado del detective, el lado de Soo-jin, el que finalmente quiere que se venda más el bebé. El 'intermediario' en la película cambia a medida que se desarrolla la historia. Y pensé que al centrarme en la palabra Broker, el título se volvería muy simple y fuerte. Me gustó mucho esta estructura en la que la persona que quiere vender al bebé se invierte a medida que avanza la narración".

### Escritura
Después de reunirse con los tres actores de Corea del Sur, Kore-eda comenzó a trabajar en el guion. Kore-eda dijo que la primera imagen que le vino a la mente fue "de Song Kang-ho, vistiendo un traje de novia y cargando a un bebé, sonriéndole al bebé y luego vendiéndolo". Luego del casting de la actriz Lee Ji-eun, quien también es una reconocida cantante en Corea del Sur, Kore-eda optó por agregar una escena donde Lee canta una canción de cuna. Aunque había escrito un borrador inicial, Kore-eda tuvo problemas con el final de Broker y terminó reescribiéndolo muchas veces durante el rodaje con la ayuda de Song.

### Casting
Kore-eda dijo que Song era el actor surcoreano con el que más quería colaborar y la primera persona que le vino a la mente para el papel de Sang-hyeon. Gang y Bae llamaron la atención del director después de ver sus actuaciones en Secret Reunion y Air Doll respectivamente, siendo esta última dirigida por el mismo Kore-eda. En febrero de 2021, se anunció que Lee Ji-eun se había unido al elenco. Kore-eda eligió a Lee después de haber visto numerosos dramas coreanos durante la cuarentena, incluida la serie de televisión de 2018 Mi señor protagonizada por Lee, donde su actuación lo impresionó. Lee dijo que aceptó porque estaba ansiosa por interpretar a una madre cuando Kore-eda le ofreció el papel. Mientras se preparaba para el papel, investigó cómo la sociedad ve a las madres solteras y las dificultades por las que pasan. En marzo de 2021, se informó que Lee Joo-young se había unido al elenco. Kore-eda la eligió después de ver su actuación en Itaewon Class y A Quiet Dream.

### Rodaje
La fotografía principal se llevó a cabo del 14 de abril al 22 de junio de 2021. El director de fotografía es Hong Kyung-pyo. Los lugares de filmación notables incluyen Pohang, Uljin y Samcheok.

### Música
La música fue escrita por el compositor surcoreano Jung Jae-il. Fue estrenado digitalmente el 15 de junio de 2022.
| Original track list |                             |          |  |
| N.º                 | Título                      | Duración |  |
| 1.                  | «Staircases»                | 1:45     |  |
| 2.                  | «Bus Stop»                  | 0:43     |  |
| 3.                  | «In The Beginning Was Rain» | 2:28     |  |
| 4.                  | «To Be A Bird»              | 4:55     |  |
| 5.                  | «Eavesdrop»                 | 1:54     |  |
| 6.                  | «Family Trip»               | 2:48     |  |
| 7.                  | «Follow The Dot»            | 2:01     |  |
| 8.                  | «Saddle The Wind»           | 1:01     |  |
| 9.                  | «See You When I See You»    | 0:43     |  |
| 10.                 | «Companiero»                | 1:08     |  |
| 11.                 | «From Afar»                 | 3:46     |  |
| 12.                 | «The Box»                   | 0:38     |  |
| 13.                 | «Betrayal»                  | 0:54     |  |
| 14.                 | «Booooo»                    | 0:26     |  |
| 15.                 | «Fleeing From The Past»     | 1:14     |  |
| 16.                 | «End Up Where»              | 0:53     |  |
| 17.                 | «Daughter»                  | 0:51     |  |
| 18.                 | «Suspended Step»            | 1:43     |  |
| 19.                 | «Old Pal»                   | 2:00     |  |
| 20.                 | «Running»                   | 1:09     |  |
| 21.                 | «Thank You»                 | 0:49     |  |
| 22.                 | «Forgiven»                  | 5:28     |  |
| 23.                 | «Us»                        | 2:05     |  |

## Lanzamiento

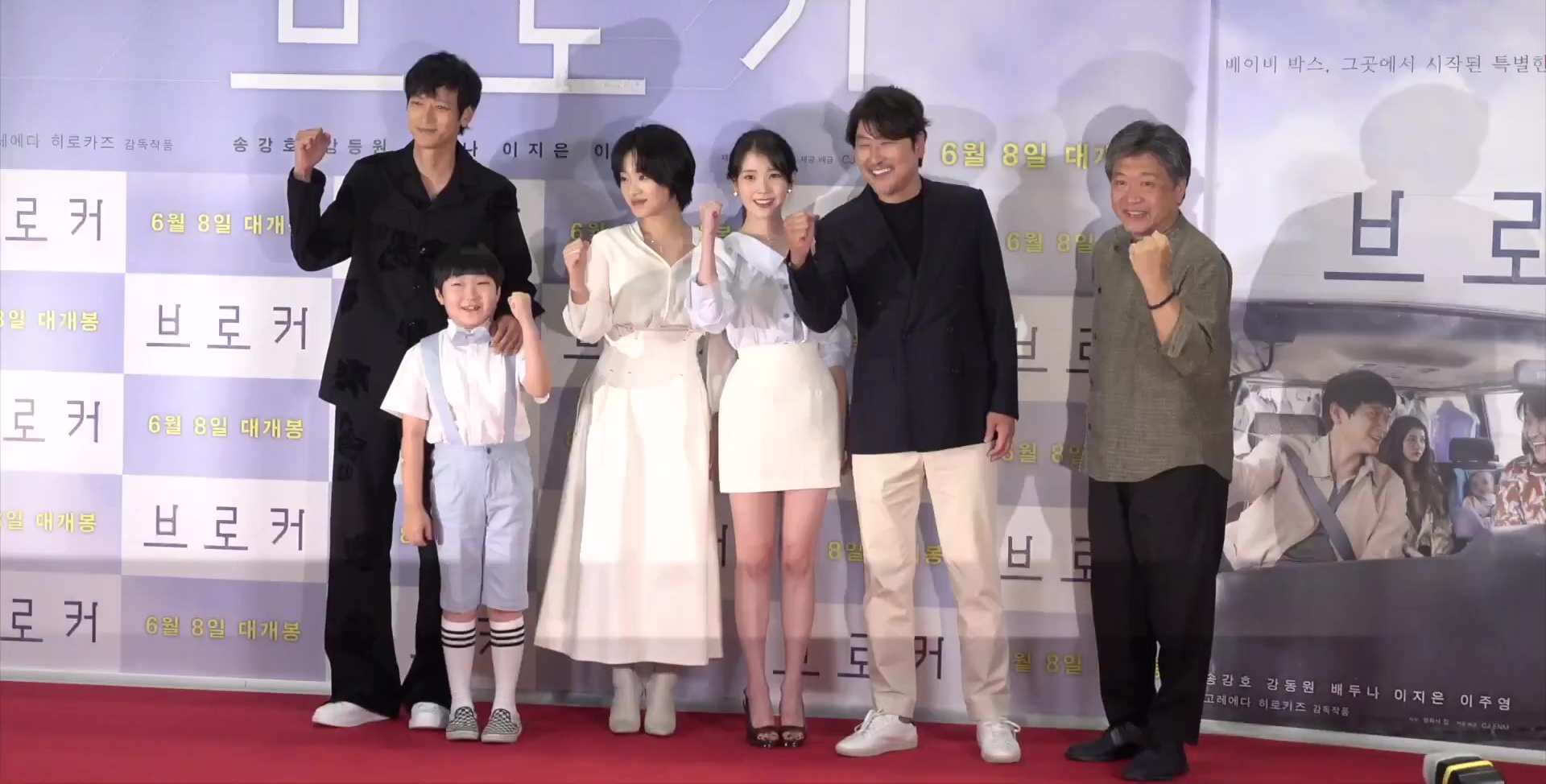
Reparto y director en el VIP Premiere en junio de 2022.

En mayo de 2022, antes del estreno de la película en Cannes, Neon adquirió los derechos de distribución en Estados Unidos. Picturehouse Entertainment adquirió los derechos de distribución en el Reino Unido e Irlanda. Los derechos de la película también fueron prevendidos a Metropolitan Filmexport (Francia), Gaga Corporation (Japón), Koch Films (Alemania e Italia), Triart Film (Escandinavia), September Films (Benelux), Edko Film (Hong Kong y Macao) y Madman Entertainment (Australia y Nueva Zelanda). Según CJ E&M, la película se vendió a 171 países antes de su estreno en competencia en la 75.ª edición del Festival de Cine de Cannes.
Broker se lanzó en Hong Kong y Singapur el 23 de junio y en Japón el 24 de junio. Fue seleccionada como la película de clausura del 69.ª Festival de Cine de Sydney y se proyectó el 19 de junio.

## Recepción

### Taquilla
Broker se lanzó el 8 de junio de 2022 en 1594 pantallas. Abrió con 146 221  entradas y encabezó la taquilla de Corea del Sur. La película superó el millón de admisiones acumuladas en 11 días de estreno, al registrar 1 040 709 espectadores acumulados. Se convirtió en la primera película dirigida por Kore-eda en superar el millón de espectadores en Corea del Sur.
A partir del 10 de julio de 2022, ocupa el cuarto lugar entre todas las películas coreanas estrenadas en el año 2022 con ingresos brutos de 9 644 583 dólares y  1 254 144 entradas. Su mercado internacional más grande es Japón, con ingresos brutos de 4 470 263 dólares.
Entradas semanales (Basado en la Red informática integrada para entradas de cine)
| Entradas y clasificación de taquilla a partir de la fecha del fin de semana respectivo | Entradas y clasificación de taquilla a partir de la fecha del fin de semana respectivo | Entradas y clasificación de taquilla a partir de la fecha del fin de semana respectivo | Entradas y clasificación de taquilla a partir de la fecha del fin de semana respectivo |
| Fin de semana                                                                          | admisiones                                                                             | admisiones                                                                             | Rango en BO                                                                            |
| Fin de semana                                                                          | Fin de semana                                                                          | Acumulativo                                                                            | Rango en BO                                                                            |
| -------------------------------------------------------------------------------------- | -------------------------------------------------------------------------------------- | -------------------------------------------------------------------------------------- | -------------------------------------------------------------------------------------- |
| 12 de junio de 2022                                                                    | 514,518                                                                                | 772,511                                                                                | 2.º                                                                                    |
| 19 de junio de 2022                                                                    | 158,249                                                                                | 1,107,285                                                                              | 4.º                                                                                    |

### Respuesta crítica
Broker se proyectó en el Teatro Lumière, el teatro principal del Festival Internacional de Cine de Cannes, el 26 de mayo de 2022. Después de que terminó la película, hubo una ovación de pie de la audiencia durante 12 minutos. En el sitio web del agregador de reseñas Rotten Tomatoes, el 90% de las 68 reseñas son positivas para la película, con una calificación promedio de 7.50/10. Metacritic asignó a la película una puntuación media ponderada de 73 sobre 100, basada en 13 reseñas, lo que indica "críticas generalmente favorables".
Ella Kemp de IndieWire calificó la película como A- y escribió: "La ejecución de esta premisa es, de alguna manera, milagrosa en su sensibilidad, haciendo preguntas sobre cuestiones de ética, elección, dinero, asesinato, familia y cómo encuentra el amor en todo este lamentable lío". Escribiendo para The Hollywood Reporter, David Rooney elogió las actuaciones de los actores y la dirección de Kore-eda, diciendo, "mucho de esto podría haber sido formulado en manos menos ingeniosas, pero Kore-eda tiene una inquebrantable ligereza de tacto, una forma de inyectar emoción veracidad y espontaneidad en cada momento". Nicholas Barber de la BBC calificó la película con 5 estrellas de 5 y la calificó como "Una de las películas más deliciosas del año".
Tim Robey de Telegraph.co.uk calificó la película con 2 estrellas de 5 y declaró: "Anémico y sensiblero por turnos, esta puede ser la mayor decepción de la competencia de Cannes".

### Reconocimientos
Broker fue seleccionada para competir por la Palma de Oro y ganó el Premio del Jurado Ecuménico en el Festival de Cine de Cannes de 2022. Song Kang-ho se convirtió en el primer actor surcoreano en ganar el premio al Mejor Actor en la historia del Festival de Cine de Cannes. La película fue seleccionada en la sección de competencia CineMasters en el Festival de Cine de Munich, donde ganó el premio a la Mejor Película Internacional.
| Premio                                   | Fecha de la ceremonia          | Categoría                    | Destinatarios | Resultado | Ref(s) |
| ---------------------------------------- | ------------------------------ | ---------------------------- | ------------- | --------- | ------ |
| Festival de cine de cannes               | 27-28 de mayo de 2022          | Palma de Oro                 | Broker        | Nominada  | [ 45 ] |
| Festival de cine de cannes               | 27-28 de mayo de 2022          | Premio del Jurado Ecuménico  | Broker        | Ganador   | [ 46 ] |
| Festival de cine de cannes               | 27-28 de mayo de 2022          | Mejor actor                  | Song Kang-ho  | Ganador   | [ 47 ] |
| Festival Internacional de Cine de Múnich | 23 de junio-2 de julio de 2022 | Mejor película internacional | Broker        | Ganador   | [ 49 ] |